# Autoroute A2 (Sénégal)
Pour les articles homonymes, voir A2 et Autoroute A2.
L'autoroute A2, ou autoroute Ila Touba, est une autoroute du Sénégal.
L'autoroute part de l'autoroute A1, à proximité de l'aéroport Blaise-Diagne de Dakar, et s'étend vers l'est sur une distance de 124 km, traversant les départements de Thiès, Diourbel et Mbacké. Elle se termine à la périphérie occidentale de Touba,.
L'autoroute est exploitée par la SEGEA SA.

## Le projet
Deux tronçons totalisant 130 km entre l'Aéroport international Blaise Diagne (AIBD), Thiès et Touba dite ila Touba  sont ouverts à la circulation le 20 décembre 2018.
Pendant la phase de construction, l'autoroute a été ouverte provisoirement durant le Magal de 2017 entre l'Aéroport international Blaise Diagne et la route nationale 3 à Keur Madaro et lors du Magal de 2018 où l'autoroute est ouverte cette fois-ci sur toute sa longueur pendant une semaine.
À terme, l'autoroute ira jusqu'à la frontière entre la Mauritanie et le Sénégal à Bakel.

## Parcours
| A1-Touba                                    |                                             |       |             |
| Signe                                       | Lieu                                        | ↓km   | Département |
| Échangeur entre et                          | Échangeur entre et                          | 0,0   | Thiès       |
| Péage de Soune                              | Péage de Soune                              | ..    | Thiès       |
| 1                                           | Thiès-Sud                                   | 9,6   | Thiès       |
| Péage de Thiès                              | Péage de Thiès                              | ..    | Thiès       |
| 2                                           | Thiès-Est                                   | 20,9  | Thiès       |
| 3                                           | Khombole - Touba Toul                       | 43,9  | Thiès       |
| 4                                           | Bambey                                      | 68,3  | Diourbel    |
| Aire de service Bambey (dans les deux sens) | Aire de service Bambey (dans les deux sens) | 72,6  | Diourbel    |
| 5                                           | Diourbel                                    | 94,7  | Diourbel    |
| Péage de Touba                              | Péage de Touba                              | ..    | Mbacké      |
| 6                                           | Ngabou                                      | 123,0 | Mbacké      |
| 7 ·                                         | Touba - fin de l'autoroute                  | 124,0 | Mbacké      |

## Financement
Pour la section Thiès-Touba, la république populaire de Chine accorde un prêt de 416 milliards Francs CFA pour la réalisation de l'autoroute.